# Port Loop
Port Loop（ポートループ）は、兵庫県神戸市の新神戸・三宮とウォーターフロントを結ぶ神姫バスのバス路線である。2014年より神戸市にてLRT・BRTの導入について検討が進められており、その一環として運行開始された。原則として全車両が専用の連節バスで運行されている。

## 概要
神戸市の都心・三宮と、ウォーターフロントである新港、メリケンパーク・中突堤、神戸ハーバーランドを循環する路線で、2021年4月1日より運行が開始された。2022年4月1日より三宮側を延伸する形で新神戸駅前への乗り入れが開始された。
路線名称の「Port Loop」とロゴは、運行開始前に実施されたウェブ投票によって決定したもので、駅・市街地とみなとエリアを循環（ループ）する路線の形状を表しており、既に観光客の足として定着している「シティー・ループ」を意識した名称となっている。採用された案の他には「PORTON（ポートン）」「KOBE B.L.U.E.（こうべブルー）」が候補に挙げられていた。
車両や停留所デザイン等を含めたトータルデザインは、「PORT BLUE みなとまち神戸の風景をうつし込む ひと・まちが輝く 新たな公共交通」をコンセプトにデザインされており、GK設計が総合企画と環境デザインを、GKインダストリアルデザインが車両デザインを、GK京都がVI（ビジュアル・アイデンティティ）計画やサインなどのコミュニケーションデザインを担当している。
停留所番号に使用される路線記号はPL。

## 沿革

### 運行開始・本格運行
2021年4月1日より運行開始された。その後車両台数が段階的に増車されたことを受けて同年10月より本格運行に移行。

### 今後
定時性・速達性向上に向けて、専用レーンや公共車両優先システム (PTPS) の導入や、BRT・LRT化の検討が進められる。また、当路線以外での連節バス導入についても引き続き検討が進められる。

### 年表
- 2021年
  - 4月1日 - 運行開始。
  - 10月29日 - 本格運行開始。
- 2022年
  - 4月1日 - 新神戸駅前への乗り入れ開始。途中停留所を6ヶ所追加し、一部経路変更。
  - 9月1日 - ポートタワー前バス停を約200メートル南側に移設。
  - 10月1日 - クレジットカードのタッチ決済が利用可能になる。（後述）
- 2024年
  - 11月8日 - 神戸駅への乗り入れを開始した[6]。
  - 11月18日～12月22日 - 遅延解消のために信号協調システムの実証実験を国道2号線の2か所の交差点で行われる。バスが交差点に近づくと青信号が延長される[7]。
- 2025年
  - 4月1日 - アリーナ前バス停を新設。夕方以降の便をアリーナ前 → 三宮駅前間を直行する経路に変更。

## 運行形態
2021年10月の本格運行後はさらに増便され、20分間隔で運行されている。始発のみ、三宮駅始発で、そのほかは新神戸駅始発となっている。なお、繁忙期は新神戸駅を経由しない。
2025年4月より、夕方以降の便はアリーナ前（PL40）を出ると三宮駅前（PL31）まで直行するようになった。

### 停留所一覧
- 全停留所が兵庫県神戸市中央区に所在。
- 本稿では便宜上、新神戸駅前→神戸駅南口を下り、神戸駅南口→新神戸駅前を上りと表記する。
- 上り・下りの停留所名が同一であっても、進行方向によって停留所番号が変わるため、新神戸駅前を起点とし新神戸駅前に戻るまでを記述する。
- 番号順でないのは停車順で表記しているからである。

| 番号 | 停留所名                | 接続路線 |
| ---- | ----------------------- | --- |
| PL30 | 新神戸駅前              | 西日本旅客鉄道： 山陽新幹線 神戸市営地下鉄： 西神・山手線・北神線 神姫バス：シティー・ループ・神戸空港・有馬温泉・三田方面 |
| PL31 | 三宮駅前                | 西日本旅客鉄道：東海道本線（JR神戸線）…三ノ宮駅 阪神電気鉄道：本線…神戸三宮駅 阪急電鉄：神戸本線・神戸高速線…神戸三宮駅 神戸市営地下鉄： 西神・山手線…三宮駅 神戸新交通：ポートアイランド線…三宮駅 神戸市営地下鉄： 海岸線…三宮・花時計前駅 神姫バス：ポートアイランド方面 |
| PL32 | 市役所・東遊園地前      | |
| PL33 | KIITO前                 | |
| PL44 | アリーナ前 （降車専用） | |
| PL34 | 新港町                  | 神姫バス：ポートアイランド方面 |
| PL35 | メリケンパーク          | |
| PL38 | かもめりあ              | 神姫バス：シティー・ループ |
| PL37 | ハーバーランド          | |
| PL43 | 神戸駅南口              | 西日本旅客鉄道：東海道本線（JR神戸線）…神戸駅 阪神電気鉄道：神戸高速線／阪急電鉄：神戸高速線…高速神戸駅 神戸市営地下鉄： 海岸線…ハーバーランド駅 神姫バス・神戸市バス・阪急バス                                                                                            |
| PL36 | ポートタワー前          | 神姫バス：シティー・ループ |
| PL39 | 新港町                  | 神姫バス：ポートアイランド方面 |
| PL40 | アリーナ前              | |
| PL41 | KIITO前                 | |
| PL42 | 三宮センター街東口      | 神姫バス：シティー・ループ・山手線 |
| PL30 | 新神戸駅前              | 上り・下り停留所共用（一方通行） |

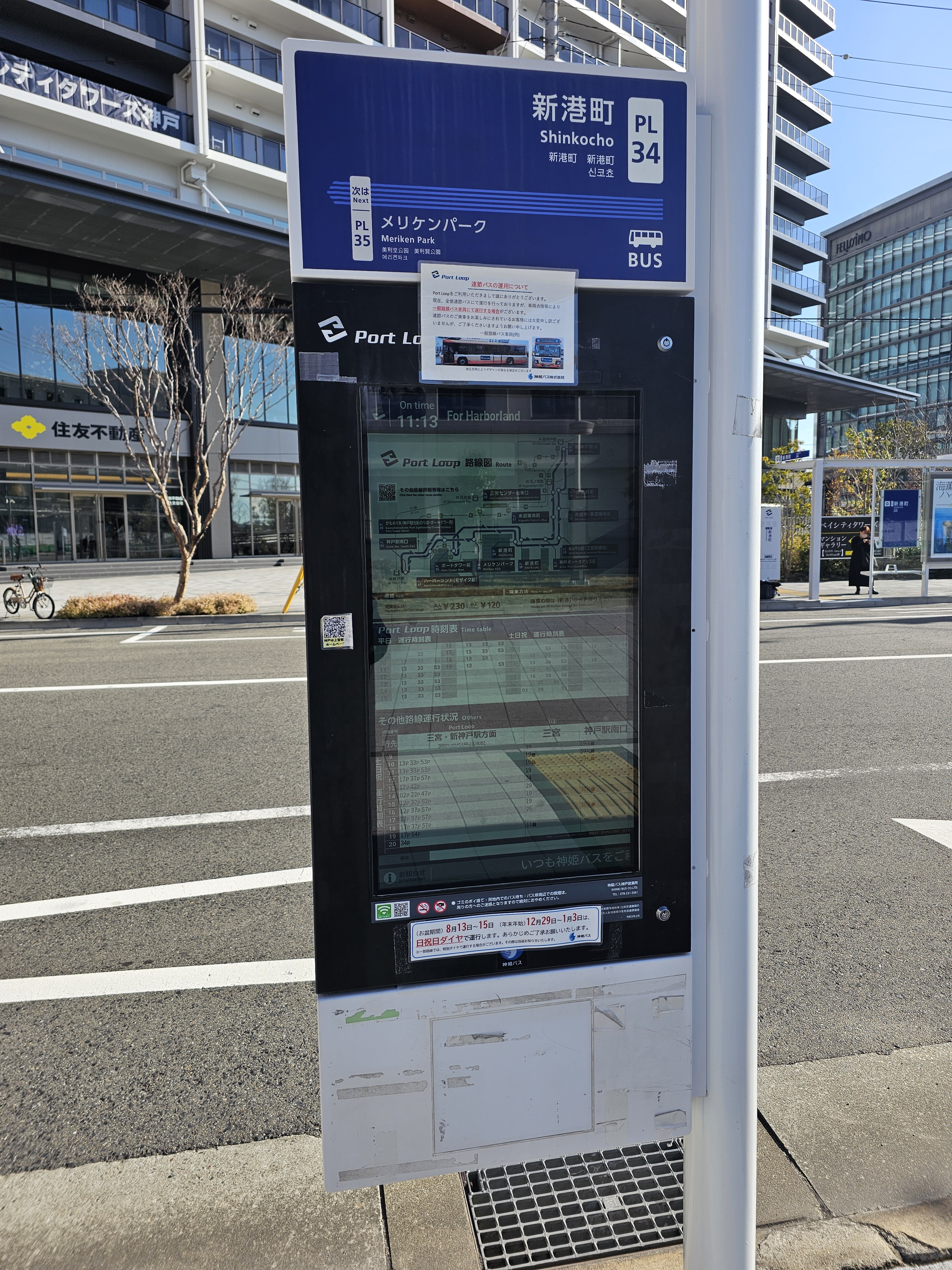
新港町のスマートバス停 (2024年12月)

路線検討段階では、上り「貿易センター前」停留所の設置が検討されていた。
運行当初より「バスロケーションシステム」が導入されている他、三宮駅前、新港町（上下共）、ハーバーランド停留所では関西地方初の「スマートバス停」が設置されており、デジタルサイネージによるバスおよび他路線の運行状況の表示や、フリーWi-Fiが整備がなされている。
なお、三宮や新港では大規模な都市再開発が進められている他、神戸ポートタワーでは大規模リニューアルを控えていること等から、2021年の本格運行開始時点では、上屋のある常設停留所は整備されておらず、再開発等に合わせて本設停留所が設けられる計画となっている。

## 運賃体系
全区間均一で大人230円、小児120円。1日乗車券が800円、2日乗車券が1200円で購入でき、小児は半額である。神戸市バスと同様に毎日「エコファミリー制度」が適用され、大人旅客1名につき同伴する小学生以下2名まで無料となる。
PiTaPaやICOCAなどをはじめとした全国交通系ICカードに加え、NicoPaが利用できる。
当路線の運行開始に合わせ、2021年4月1日より神戸市バスの普通区IC定期券が、当路線を含む神姫バスの普通区やシティー・ループでも利用できるよう拡充されたため、神姫バス全線定期券の他、市バス普通区IC定期券でそのまま乗車が可能。
同年4月24日からは、1日乗車券の提示により周辺施設や神戸港の遊覧船で割引やプレゼントの特典がもらえる優待サービスが開始された。
2022年10月1日からクレジットカードのタッチ決済（VISA/JCB/Diners/Discover/AMEX/銀聯）の利用が開始された。1日の請求上限は1日乗車券と同じ800円となっている。

## ダイヤ改正
2024年11月8日に神戸駅への乗り入れが開始されたのに合わせてダイヤ改正が行われ、バス停の移設等が行われた。詳細は以下の通り。
- ポートタワー前バス停は、これまでハーバーランド方面へ向かうバス停だったが、三宮方面へ向かうバス停へ変更。
- かもめりあバス停は三宮方面へ向かうバス停だったが、ハーバーランド方面へ向かうバス停へ変更。
- ガス燈通りにあるハーバーランドバス停を、かもめりあの西側にあるシティーループのバス停へ移設し、共同利用となる。

2025年4月1日にGLION ARENA KOBE開業に向けてダイヤ改正を実施。
- 神戸ポートオアシス前バス停は三宮方面へ向かうバス停であったが、ハーバーランド方面へ向かうバス停を新設し、アリーナ前バス停に名称変更。当面はハーバーランド方面のバス停は降車専用となる。
- 東遊園地前バス停（三宮方面）を廃止し、KIITO前バス停（三宮方面）を新設。
- 夕方以降のバスは、アリーナ前バス停を発車後、三宮駅前まで直行するルートに変更。これにより同時間帯は新神戸駅を経由しなくなる。

なお、上記ダイヤ改正により、補完系統として「新港町シャトル」と「アリーナシャトル」が新設される。このうち、「アリーナシャトル」はイベント開催時の増発運行の際に「Port Loop」の連節バスが使用される場合がある。

## 車両

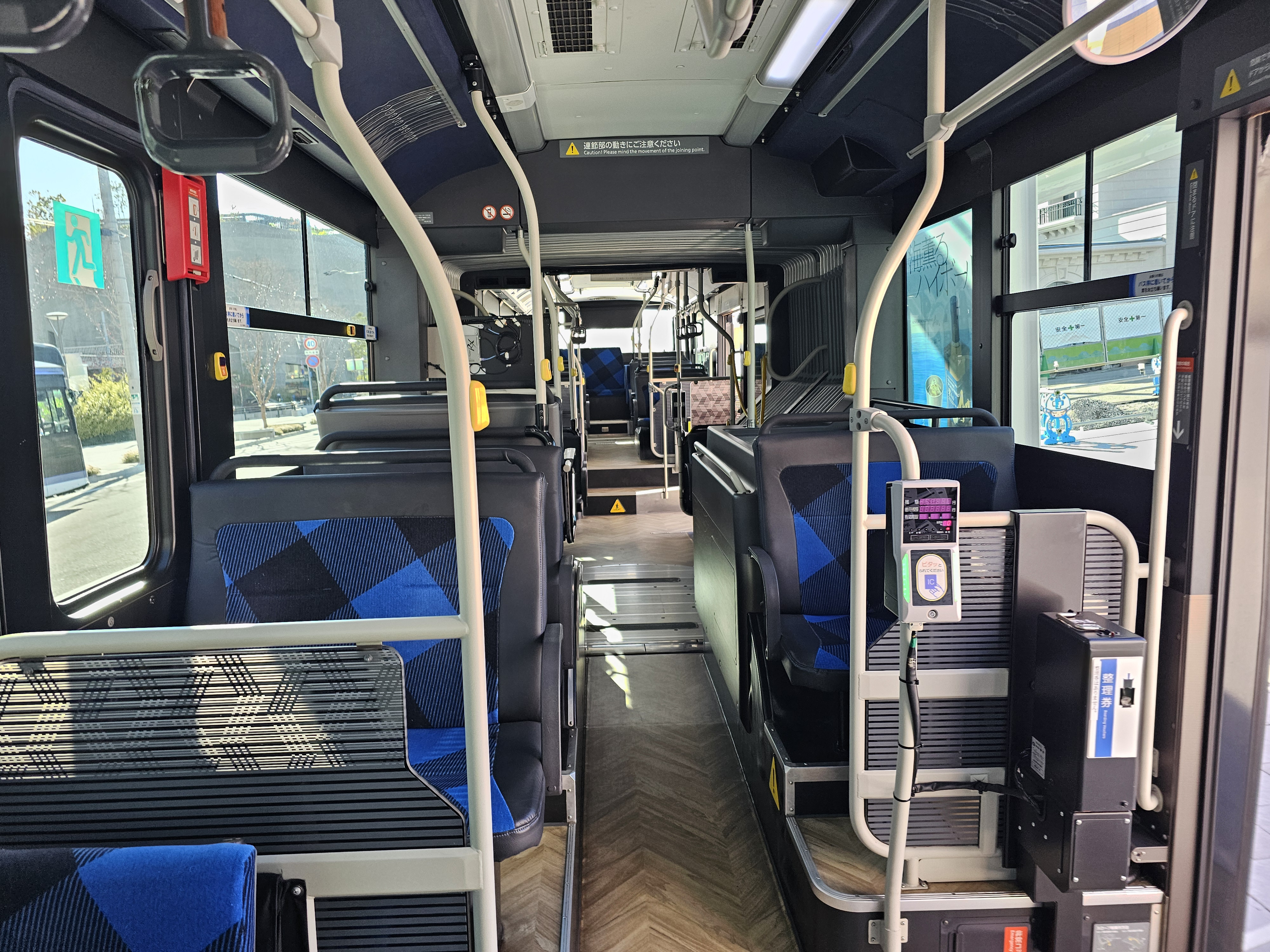
ブルーリボンハイブリッド連節バスの車内 (2024年12月)

当路線専用の連節バス（定員112名）で運行されており、2021年の運行開始当初は2台体制だったが、同年5月以降に2台が増車され、以降は4台体制で運行されている。全車両が神姫バス神戸営業所に属する。2020年4月8日には、連節バス対応の車両整備工場を備えた神姫バスの新営業所がポートアイランド第2期に新設整備されることが発表され、2021年6月1日より神戸車庫として運用を開始した。
連節バスは、日野・ブルーリボンハイブリッド連節バスが導入されている。車両デザインは「神戸らしい進取の気風」を感じる乗り物として、みなとらしいブルーとホワイトを基調としたシンプルな配色で、内装デザインはシートにタータン柄を取り入れ、車窓から眺める景色や夜景景観にも配慮したダークカラーを基調としたシックなインテリアデザインとされている。
なお、7時台から8時台は、ポートライナーの朝ラッシュ混雑緩和の一環として、ポートアイランド方面に当車両が使用されている。この時間帯は、Port Loop に代わり神姫バスと神戸市交通局の共同運行で新港町行きの路線バスが運行開始（7時台から9時台）された他、当路線運行開始前より神戸駅～ポートアイランド間の路線バス等が新港町を経由している。
運行前の3月11日には、トミーテックより「ザ・バスコレクション 神姫バス Port Loop」の製品化が発表された。